# Lac Itomamo
Lac Itomamo är en sjö i Kanada.   Den ligger i regionen Saguenay–Lac-Saint-Jean och provinsen Québec, i den östra delen av landet, 600 km nordost om huvudstaden Ottawa. Lac Itomamo ligger 472 meter över havet.
Trakten runt Lac Itomamo är nära nog obefolkad, med mindre än två invånare per kvadratkilometer.